# Pemzasjen
Pemzasjen (armeniska: Պեմզաշեն) är en ort i Armenien. Den 2 mars 1940 döptes byn om till Pemzasjen. Den ligger i provinsen Sjirak, i den västra delen av landet, 70 kilometer nordväst om huvudstaden Jerevan. Pemzasjen ligger 1 793 meter över havet och antalet invånare är 2 436.
Terrängen runt Pemzasjen är kuperad åt sydost, men åt nordväst är den platt. Närmaste större samhälle är Maralik, 6,1 kilometer väster om Pemzasjen.
Trakten runt Pemzasjen består i huvudsak av gräsmarker. Runt Pemzasjen är det ganska tätbefolkat, med 129 invånare per kvadratkilometer.